# Ruth Eloise Abbott
Ruth Eloise Abbott (* 2. Juni 1902 in Medina, Ohio, Vereinigte Staaten; † 15. Juni 1996 in Boston, Massachusetts, Vereinigte Staaten) war eine US-amerikanische Komponistin.

## Leben
Ruth Eloise Abbott wuchs in Medina, Ohio, auf. Ihre Eltern waren der Händler Gailord Thompson Abbott (1870–1956) und Anna Laura Hills (1876–1961). Richard Gail Abbott war ihr Bruder. Im Alter von 13 Jahren nahm sie dort am 25. August 1915 an einem musikalischen Wettbewerb der Woman’s Christian Temperance Union. Sie besuchte die dortige Medina High School, an der sie 1920 ihren High Schoolabschluss machte. Bei der Diplomübergabe in der örtlichen Congregational Church trug sie zur Umrahmung mit einem Klaviersolo bei. Im Anschluss unterrichtete sie Klavier an der State Normal School in Cape Girardeau in Missouri und am dortigen Teachers College. Darauf studierte sie am Konservatorium in Oberlin. 1924 wurde sie als Bachelor of Arts graduiert. Später studierte sie an der Columbia University. 1936–37 und 1937–38 erhielt sie ein Victor Baier Stipendium für Kirchenmusik und wurde im Februar 1939 mit dem Titel Master of Arts graduiert. Am 14. Dezember 1937 wurden die Carols Jesus, Jesus rest your head und Jesus the Christ is born beim jährlichen Weihnachtskonzert der Glee Clubs des Barnard College und der Columbia University aufgeführt und beim Rundfunksender WEAF übertragen. 1943 arrangierte sie Musikstücke für den Harvard-Radcliffe Choir.

## Werke (Auswahl)
- In a manger low; old Spanish Christmas carol. Publiziert am 14. Dezember 1937 bei Oliver Ditson Company, Philadelphia.
- Jesus, Jesus rest your head, Carol. Arrangement fürdreistimmigen Frauenchor. Publiziert 7. Dezember 1939 bei Carl Fischer in New York.
- Jesus the Christ is born, , Carol. Arrangement fürdreistimmigen Frauenchor. Publiziert 7. Dezember 1939 bei Carl Fischer in New York.
- Christmas day is coming, Irisches Weihnachtslied, für vierstimmigen gemischten Chor, für den Harvard-Radcliffe-Choir 1943 arrangiert[25], publiziert 1959 bei E. C. Schirmer
- The Rich Old Miser Courted Me, Volkslied aus Neuengland,  für vierstimmigen gemischten Chor, publiziert 1959 bei E. C. Schirmer
- The sun had sunk behind the hill, Volkslied aus Neuengland, für vierstimmigen gemischten Chor, publiziert 1959 bei E. C. Schirmer
- The twelve days of Christmas für vierstimmigen gemischten Chor. English Christmas Carol, für den Harvard-Radcliffe-Choir 1943 arrangiert[26], publiziert 1959 bei E. C. Schirmer
- The Wassail bough, Yorkshire Christmas Carol,  für vierstimmigen gemischten Chor, publiziert 1959 bei E. C. Schirmer
- Josef Marais: Marching to Pretoria, für vierstimmigen Männerchor, publiziert bei G. Schirmer
- The seeds of love, englisches Volkslied[27]
- One Man shall mow my meadow, englisches Volkslied[27]